# Chicanos
Die Chicanos, auch bekannt als Chicanos MC, sind ein überregionaler Rocker- und sogenannter Support-Club des Bandidos Motorcycle Clubs. Gegründet im Jahr 2003 in Pritzwalk (Brandenburg), sind die Chicanos heute einer der größten Support-Clubs weltweit.
Seit dem 16. März 2017 ist es den Chicanos neben dem Bandidos MC, Diablos MC, Gremium MC, Hells Angels MC, Mongols MC, Red Devils MC, Satudarah MC und dem Schwarze Schar MC durch ein neues verschärftes Vereinsgesetz in Deutschland bundesweit verboten, ihre offiziellen Embleme in der Öffentlichkeit zu zeigen.

## Hintergrund
Da die Chicanos (im Ganzen) kein Motorcycle Club im engeren Sinne sind, da ein Motorrad keine Mitgliedsvoraussetzung ist, wird der Club eher als Streetgang angesehen – auch wenn sie optisch und organisatorisch in der Rocker-Subkultur verankert sind; wie z. B. auch in der Struktur der Hierarchie:
1. President – Leitung des Chapters (Ortsgruppe)
2. Vice-President – Stellvertreter des President
3. Sergeant at Arms – zuständig für Disziplin und Sicherheit
4. Secretary – Verwaltung
5. Treasurer – Schatzmeister
6. Road Captain – Organisation der Motorradkonvois
7. Member – Mitglied
8. Prospect – Anwärter auf den Memberstatus
9. Hangaround – Anwärter auf den Prospectstatus

Nichtsdestotrotz gibt es auch einzelne Chapter, bei denen ein Motorrad wiederum Mitgliedsvoraussetzung ist.
Wie bei allen Support-Clubs des „Bandidos MC“, sind die Patches (Aufnäher) in den Farben Rot und Gold; jedoch sind die Schriftzüge im Gegensatz zu den Bandidos prinzipiell Gelb auf Rot, statts Rot auf Gelb. Das Backpatch der Chicanos besteht aus dem Schriftzug mit dem Clubnamen "Chicanos" als Toprocker, dem Namen des jeweiligen Landes oder der Stadt als Bottomrocker und das Clubemblem bzw. Center-Patch stellen zwei gekreuzte Säbelschwerter dar. Je nach Chapter existiert rechtsbündig ein "MC"-Patch als Abkürzung für „Motorcycle Club“.
Nicht selten werden bewährte Mitglieder der Chicanos bei den Bandidos aufgenommen.

## Expansion
Seit der Gründung am 23. August 2003 in Pritzwalk (Brandenburg), hat sich der Club in diversen Städten Deutschlands verbreitet und hat/hatte seither Chapter in z. B. Russland (Moskau), Ukraine (Kiew), Serbien (Vojvodina), Vereinigte Arabische Emirate (Dubai), Schweden (Malmö) und Norwegen (Trondheim).
| Deutschland - Aachen - seit dem 26. April 2012 verboten, durch Ralf Jäger - Alsdorf - seit dem 26. April 2012 verboten, durch Ralf Jäger - Alzey - Aschersleben - Berlin - Bottrop - Böhlen - Dinslaken - Dortmund - Düren - seit dem 26. April 2012 verboten, durch Ralf Jäger - Eberswalde (Barnim) - seit dem 24. August 2009 verboten, durch Jörg Schönbohm - Halberstadt - Halle (Saale) - Hamm - Heide - Herne - Kassel - Kiel - Leipzig - Lünen - Leverkusen - Merseburg - Münster - Neumünster - Oberhausen - Osnabrück - Perleberg - Pirmasens - Pritzwalk - Recklinghausen - Rendsburg - Rheine | - Schwerte - Siegen - Steinfurt - Teltow-Fläming - Thale - Torgau - Unna - Wahlstedt - Weißenfels - Wetzlar - Wiesbaden - Willingen (Upland) - Worms Norwegen - Drammen - Fredrikstad - Kristiansand - Odalen (Hedmark) - Sarpsborg - Trondheim Russland - Moskau Schweden - Halmstad - Malmö - Trestad - Helsingborg - Sandviken - Trelleborg Serbien - Vojvodina Ukraine - Kiew - Mykolajiw (Nikolaev) Vereinigte Arabische Emirate - Dubai |

## Rivalitäten

### Hells Angels
In Eberswalde wurde am 6. Dezember 2008 ein bekanntes Mitglied der „Hells Angels“ in einer Disco von Mitgliedern des „Chicanos MC Barnim“ zusammengeschlagen.
2009 wurden durch „Chicanos“ Schüsse auf das Haus eines Hells Angels in Neumünster abgegeben.
Am 21. Juni 2009 wurden in Schorfheide vier Mitglieder der „Hells Angels Nomads“ in ihrem liegengebliebenen Auto nach einer Verfolgungsjagd von Mitgliedern des „Chicanos MC Barnim“ attackiert. Dem Präsidenten der Gruppe steckte ein Messer im Rücken und seinem Kumpanen hatten die Angreifer versucht mit einer Axt das Bein abzuhacken. Der Tat vorangegangen war ein Überfall der Hells Angels auf das Chicanos-Clubhaus in Ludwigsfelde am 5. Juni 2009. Mehrere Mitglieder der Chicanos wurden dabei nicht-lebensgefährlich verletzt. Einige Medien berichteten, dass es sich in beiden Fällen auch um Mitglieder der Brigade 81 (Hells Angels Support-Club) gehandelt haben könnte.
Ende Oktober des Jahres 2010 konnte die Polizei in Berlin-Neukölln ein eventuell blutiges Aufeinandertreffen zwischen – mit Hieb- und Stichwaffen bewaffneten – Mitgliedern der „Chicanos South Central“ und der „Hells Angels“ verhindern. Kurz bevor die Situation zwischen den beiden Rockergruppen eskalierte, ging die Polizei dazwischen.

### Underdogs MC
In Halle (Saale) kam es in der Nacht zum 26. Oktober 2010 zwischen den „Chicanos“ und den vor Ort verfeindeten „Underdogs“ zu einer Straßenschlacht in der Innenstadt. Rund 20 Beteiligte bekriegten sich mit Schusswaffen, Molotow-Cocktails und Pflastersteinen.
In der Nacht vom 2. Mai 2012 soll der Chef der „Chicanos Halle“ dem Präsidenten des „Underdogs MC Halle“ vor seinem Auto aufgelauert und mehrmals durch dessen geschlossenes Autofenster geschossen haben. Der Niedergeschossene wurde mit zwei Not-Operationen gerettet und Polizisten bewachten das Krankenzimmer rund um die Uhr.
In Weißenfels kam es in der Nacht zum 26. August 2012 auf einem Fest zu einer Messerstecherei zwischen den „Chicanos“ und Mitgliedern der „Underdogs“ aus dem Saalekreis. Zwei Underdogs sollen angestochen, aber nicht lebensgefährlich verletzt worden sein.

### District 61
Im Juni 2013 soll ein Mitglied der Rocker-Gruppierung „District 61“, welche zum Teil ein Zusammenschluss aus ehemaligen Mitgliedern der „Underdogs“ ist, in der Innenstadt von Halle (Saale), aus Notwehr auf zwei Mitglieder der „Chicanos“ geschossen haben – verwundet wurde aber niemand. Einer der beiden „Chicanos“ soll jedoch im Mai 2014 tatsächlich von einem Mitglied der „Underdogs“ angeschossen worden sein – überlebte aber.

### Andere Gruppierungen
In Reinickendorf kam es im November 2011 zwischen „Bandidos“, sowie „Chicanos“ und Mitgliedern einer polizeibekannten arabischen Großfamilie zu einer Auseinandersetzung, welche mit Messern, Macheten und Baseballschlägern ausgetragen wurde. Ein Rocker und zwei Araber wurden dabei verletzt.